# 雷州文化
雷州文化是指雷州半島雷州闽族人所创造的的文化，包括方言、戏剧音乐、舞蹈、工艺、民俗、建筑、人文、饮食等方面。如雷州话、雷剧……等。雷州由于历史的渊源地缘关系，成为历史上莆仙文化、百越文化、海洋貿易文化和中原文化的交汇地，进而逐渐形成独特的雷州文化。

## 戏剧音乐
- 雷州歌

## 舞蹈项目
- 雷傩舞
- 散花舞
- 赶草鸡

## 雷州建築
- 雷祖祠[1]
- 雷州石狗[1]
- 番鬼托梁

## 饮食文化
- 四飯一粥：由於雷州位於嶺南地區，故雷州人的主食以飯食為主，雷州人常把當地植物與飯混煮，形成了“四饭”、“一粥”的飲食特色，四飯一粥指的是南瓜饭、芋头饭、蘿蔔饭、蛤骝叶饭和蕃薯粥。

## 民间信仰
- 雷祖陈文玉
- 罗侯王